# Kaplan (Luisiana)
Kaplan es una ciudad ubicada en la parroquia de Vermilion en el estado estadounidense de Luisiana. En el Censo de 2010 tenía una población de 4600 habitantes y una densidad poblacional de 765,88 personas por km².

## Geografía
Kaplan se encuentra ubicada en las coordenadas 30°0′22″N 92°17′2″O / 30.00611, -92.28389. Según la Oficina del Censo de los Estados Unidos, Kaplan tiene una superficie total de 6.01 km², de la cual 6.01 km² corresponden a tierra firme y (0%) 0 km² es agua.

## Demografía
Según el censo de 2010, había 4600 personas residiendo en Kaplan. La densidad de población era de 765,88 hab./km². De los 4600 habitantes, Kaplan estaba compuesto por el 82.46% blancos, el 13.89% eran afroamericanos, el 0.3% eran amerindios, el 0.91% eran asiáticos, el 0% eran isleños del Pacífico, el 0.76% eran de otras razas y el 1.67% pertenecían a dos o más razas. Del total de la población el 1.87% eran hispanos o latinos de cualquier raza.